# Todi Jónsson
Pour les articles homonymes, voir Jónsson.
Todi Jónsson, né le 2 février 1972 à Vejle (Danemark), est un ancien footballeur international féroïen.
Il est considéré comme étant un des meilleurs joueurs de football des Îles Féroé de l'histoire.

## Biographie

### Enfance et famille
Jónsson est né en 1972 au Danemark où sa mère faisait des études d'infirmière. Sa mère est d'origine écossaise et son père d'origine islandaise, ce dernier jouait aussi au football et joua une fois pour les Îles Féroé en 1959 lors d’un match d'exhibition contre les Shetland.
À 5 ans, il quitte le Danemark avec sa famille pour retourner vivre aux Îles Féroé à Tórshavn. Il commence à jouer au football en club à 8 ans au KÍ Klaksvík et, en 1985, il part faire un essai peu concluant au IF Lyseng puisqu’il n’y restera que quelques mois avant de revenir aux Îles Féroé et à KÍ. Alors qu’il est promu dans l'équipe A de KÍ à 17 ans, il part jouer dans les équipes jeune de AGF Århus mais après une saison passée au Danemark il revient à KÍ.

### Débuts à KÍ et au Danemark
Jonssón est sacré champion des Îles Féroé avec KÍ en 1991 et lors de la saison suivante, Jónsson jouera 17 matchs ne manquant ainsi qu’un match de 1. Deild et y inscrira 4 buts. Après cette saison, le B36 qui le voit comme un jeune joueur de talent l'engage. Il ne restera qu’une saison à Tórshavn jouant 10 matchs et marquant 3 buts en 1. Deild, comme une récompense pour cette bonne saison le club de Lyngby FC le fait signer et lui offre donc la possibilité de jouer en Superligaen et de devenir professionnel. Il a alors 21 ans et est étudiant en mathématique, des études qu'il délaisse pour son nouveau métier de footballeur professionnel. Il s’imposera petit à petit lors de ses 4 premières saisons professionnelles passés à Lyngby. À la fin de la saison 1996-97, il aura joué 76 matchs pour Lyngby FC et marqué 18 buts en Superligaen. Ses bonnes performances attirent l’œil du FC Copenhague qui le recrute.

### FC Copenhague
Il est âgé de 25 ans lorsqu’il signe en faveur du FC Copenhague, dans une équipe qui a alors du mal à s’imposer au Danemark. Il fera ses débuts avec le club le 27 juillet 1997 contre Vejle BK, match où son équipe gagne 2-1. Le dimanche suivant il est titularisé face à Silkeborg IF et marque son premier but avec le FC Copenhague à la 5e minute de jeu, mais ne pourra empêcher son équipe de concéder le match nul 1-1. Une blessure contractée en octobre l’empêchera de jouer jusqu'à la trêve hivernale, il ne rejouera alors que le 20 mars 1998 et devra attendre une semaine avant de marquer à nouveau et ceci contre Aarhus Fremad. Lors de cette première saison au Parken il jouera 25 matchs officiels et marquera 12 buts, dont 8 en Superligaen et perdra en finale la Compaq Cup contre les rivaux de Brøndby IF. 
La saison suivante (1998-99) commence sur les chapeaux de roues puisqu’il inscrira son premier doublé sous les couleurs du FC Copenhague contre Vejle BK lors du premier match de la saison. Il enchainera alors les buts lors de la première partie de saison, arrivant même à réaliser un nouveau doublé face à B.93, mais sa forme s’estompe et des problèmes physiques apparaissent, il passera toute la phase de matchs retours du championnat sans marquer le moindre but – excepté contre AaB en avril. Il finira cette saison avec 8 buts marqués en Superligaen, 1 en Coupe et 37 matchs joués toutes compétitions confondues. 
Lors de sa troisième saison avec les Løverne (1999-00) il ne marquera que 3 buts en 28 matchs de championnat, ce qui constituera une certaine déception en plus des résultats du club qui sont en baisse. En effet, le FC Copenhague terminera 8e alors qu’il avait fini 3e lors de la première saison de Jónsson au club. Jónsson et le FC Copenhague prennent leur revanche lors de la saison 2000-2001 qui démarrera très bien puisque le club gagnera 5-1 lors de son premier match et verra aussi Jónsson marquer son premier but de la saison. Il enchaînera alors les bons matchs avec son club, marquant deux autres doublés contre AGF Århus et Silkeborg IF, mais ces bonnes performances sont entrecoupés par une blessure récurrente au genou qu’il a contractée trois ans plus tôt, néanmoins à la fin de la saison il sera sacré champion du Danemark avec le FC Copenhague et aura inscrit 12 buts en 25 matchs, finissant ainsi dans le Top 10 des meilleurs buteurs de la saison. 
La saison 2001-02 verra le FC Copenhague perdre son titre de champion lors de la dernière journée et à la différence de buts, lors de cette saison Todi Jónsson aura une nouvelle fois quelques soucis physiques au début de saison ce qu’il empêchera de jouer régulièrement. Il ne jouera finalement que 17 matchs de championnat et marquera 7 buts sur l’ensemble de ces matchs. Il alignera les matchs au cours de la saison 2002-03 passant la saison sans problème physique particulier mais subira une période de froid avec le club car les négociations concernant un nouveau contrat avaient été rompues à cause de ses demandes contractuelles, il sera même écarté de l’équipe à ce propos pendant un court moment mais le club le rappellera pour aider le FC Copenhague a remonter au classement, il marquera alors de nombreux buts et permettra au club d’être à nouveau champion. À la fin de cette saison il aura réussi à marquer 15 buts en 32 matchs toutes compétitions confondues, il réussira aussi à marquer deux doublés cette saison ci, dont un lors du tour préliminaire de le Ligue des Champions. Cette bonne forme lui permettra de signer une extension de contrat de deux ans. 
Son avant dernière saison (2003-04) à Copenhague sera l’une de ses plus fastes puisqu’il gagnera pas moins de trois trophées sur le plan national avec l’équipe (Championnat, Coupe et Super Coupe) et marquera même à Ibrox Park contre les Glasgow Rangers un but égalisateur pour le FC Copenhague en Ligue des Champions mais ceci n'empêchera pas son équipe d'être éliminé lors du match retour. Il finira cette saison avec 25 matchs joués et 9 buts marqués pour le club, ceci sera sa dernière saison complète à Copenhague puisque la saison suivante (2004-05) il ne jouera que 9 matchs à cause de ses problèmes physiques et passera toute la saison sans marquer le moindre but, et c'est le 22 mai 2005 qu’il jouera son dernier match avec le FC Copenhague lors d’une rencontre de championnat contre le Randers FC. 
À la fin de cette saison, en juillet 2005, il partira en Norvège au IK Start quittant le Byens Hold en ayant joué 207 matchs officiels et marqué 68 buts ce qui en fait alors le meilleur buteur de l'histoire du club.

### IK Start et Fremad Amager
Il signe au IK Start à 33 ans en espérant se relancer quelque peu, mais il n’arrivera pas à marquer autant de buts qu’il le faisait avec le FC Copenhague, au terme de ces deux années passées en Norvège il ne totalisera que 4 buts en Tippeligaen pour une trentaine de matchs joués. Il marqua ses 4 buts lors de deux matchs de championnat pendant la saison 2005, inscrivant un hat-trick contre Rosenborg BK –le seul de sa carrière professionnelle en club– permettant alors au IK Start de battre les champions en titre 5-2 et inscrira un autre but contre Lyn le 3 août. Il aidera le club à finir à une très bonne 2e place au cours de cette saison 2005, ratant le titre de champion à l'ultime journée de championnat. À la fin de l’année 2006, il quitte IK Start pour retourner à Copenhague passer plus de temps avec sa famille. Il déclarera alors à Portal.fo qu’il voulait bien continuer à jouer au football à condition de ne pas être trop éloigné de sa famille, quelques mois plus tard il signera au club de Fremad Amager basé à Copenhague où il jouera 7 matchs en 2007 et deviendra membre du comité directeur de Fremad Amager, devenant même quelque temps après président du club.

### Jónsson en sélection nationale
Todi Jónsson est sélectionné pour la première fois avec les Îles Féroé par Páll Guðlaugsson pour jouer un match amical contre la Turquie le 15 juillet 1991. Il est alors âgé de 19 ans et c'est lors de ce match joué à Tórshavn qu'il marquera son premier pour son pays. En 1995, il marquera un hat-trick contre Saint-Marin ce qui constitue un record puisqu'il est le seul féroïen à avoir réalisé cette performance. En 2002 il déclarera vouloir arrêter de jouer en sélection nationale, il reviendra sur sa décision et continuera à jouer 3 années supplémentaire jouant finalement son dernier match international contre la France le 3 septembre 2005. Avec 9 buts inscrits en 45 sélections, il a longtemps été le recordman de buts en sélection avec les Îles Féroé avant que Rógvi Jacobsen ne batte son record le 21 novembre 2007.

## Palmarès
- Champion du Danemark en 2001, 2003 et 2004 (FC Copenhague)
- Champion des Îles Féroé en 1991 (KÍ)
- Vainqueur de la Royal League en 2005 (FC Copenhague)
- Vainqueur de la DONG Cup en 2004 (FC Copenhague)
- Vainqueur de la Løgmanssteypið en 1990 (KÍ)
- Vainqueur de la Super Coupe du Danemark en 2004 (FC Copenhague)
- Vice-Champion de Superligaen en 2002 et 2005 (FC Copenhague)
- Vice-champion de Tippeligaen en 2005 (IK Start)
- Finaliste de la DONG Cup en 1998 et 2002 (FC Copenhague)

## Carrière
| Saison      | Club          | Pays       | Championnat         | Coupes nationales | Coupes d'Europe   | Sélection Îles Féroé |
| ----------- | ------------- | ---------- | ------------------- | ----------------- | ----------------- | -------------------- |
| 1990        | KÍ Klaksvík   | Îles Féroé | -                   | -                 | -                 | -                    |
| 1991        | KÍ Klaksvík   | Îles Féroé | -                   | -                 | -                 | 5 matchs / 1 but     |
| 1992        | KÍ Klaksvík   | Îles Féroé | 17 matchs / 4 buts  | -                 | -                 | 7 matchs             |
| 1993        | B36 Tórshavn  | Îles Féroé | 10 matchs / 3 buts  | -                 | -                 | 1 match              |
| 1993 - 1994 | Lyngby FC     | Danemark   | 4 matchs / 1 but    | -                 | -                 | -                    |
| 1994 - 1995 | Lyngby FC     | Danemark   | 25 matchs / 4 buts  | -                 | -                 | 7 matchs             |
| 1995 - 1996 | Lyngby FC     | Danemark   | 16 matchs / 8 buts  | -                 | -                 | 3 matchs / 4 buts    |
| 1996 - 1997 | Lyngby FC     | Danemark   | 31 matchs / 5 buts  | -                 | -                 | 4 matchs / 3 buts    |
| 1997 - 1998 | FC Copenhague | Danemark   | 21 matchs / 9 buts  | 3 matchs / 2 buts | 1 match / 1 but   | 2 matchs             |
| 1998 - 1999 | FC Copenhague | Danemark   | 30 matchs / 6 buts  | 2 matchs / 1 but  | 5 matchs          | 2 matchs             |
| 1999 - 2000 | FC Copenhague | Danemark   | 28 matchs / 3 buts  | 3 matchs          | 2 matchs          | 2 matchs             |
| 2000 - 2001 | FC Copenhague | Danemark   | 24 matchs / 12 buts | 1 match           | -                 | 4 matchs / 1 but     |
| 2001 - 2002 | FC Copenhague | Danemark   | 18 matchs / 7 buts  | 2 matchs          | 1 match           | 1 match              |
| 2002 - 2003 | FC Copenhague | Danemark   | 26 matchs / 10 buts | 2 matchs / 1 but  | 4 matchs / 2 buts | -                    |
| 2003 - 2004 | FC Copenhague | Danemark   | 17 matchs / 3 buts  | 3 matchs          | 5 matchs / 4 buts | -                    |
| 2004 - 2005 | FC Copenhague | Danemark   | 3 matchs            | -                 | 6 matchs          | 1 match              |
| 2005        | IK Start      | Norvège    | 13 matchs / 4 buts  | -                 | -                 | 1 match              |
| 2006        | IK Start      | Norvège    | 23 matchs           | -                 | -                 | -                    |
| 2007        | Fremad Amager | Danemark   | 7 matchs            | -                 | -                 | -                    |